# Banksia splendida
Banksia splendida är en tvåhjärtbladig växtart. Banksia splendida ingår i släktet Banksia och familjen Proteaceae.

## Underarter
Arten delas in i följande underarter:
- B. s. macrocarpa
- B. s. splendida